# Manuel Machado Nunes
Manuel Machado Nunes (1799–1876) foi um político brasileiro membro do Partido Conservador.

## Vida
Foi presidente das províncias de São Paulo, de 11 de julho de 1839 a 4 de agosto de 1840, e de Minas Gerais, de 7 de junho a 16 de julho de 1841.